# 吞食天地 (红白机)
《吞食天地》是一款由卡普空公司于1989年在FC游戏机发行的游戏，题材取自本宫宏志的同名漫画《吞食天地》。与街机版的动作游戏不同，本作是以戰略角色扮演的形式发布。2007年，游戏面向手机发布了《吞食天地RPG》。此外，游戏曾于1990年发布北美本地化版。
《吞食天地》在FC平台的续作《吞食天地II 諸葛孔明傳》于1991年在日本发行。

## 游戏方式

游戏的战斗画面，左边为刘备军，右边为敌军。角色的兵力数显示在人物名称下面。

玩家在本作中将扮演刘备军。游戏以桃园结义、征讨黄巾军拉开序幕，并以一统天下为目的南征北战讨伐逆贼。在打败刘璋之前的剧情和《三国演义》的流程大致相同，但和曹操交锋的剧情在本作则并没出现，而与之相关的事件（如赤壁之战和关羽千里行）也都被省略了。原漫画的人设和道具在游戏中都有体现，但天界与魔界的世界观则并没在游戏中出现。
刘备军一次最多可以派遣7名武将出征，其余的队员将会存放在编成所中，队伍的所有角色使用共同的经验值和金钱。在战斗时队伍只能有5名武将上阵，且军师将总是排在队伍的最后面，因此当队伍人数多于时5人，军师将无法参战。SP（谋略点，相当于魔法值）受军师的智力的影响。
当战斗胜利后，玩家的队伍将获得经验和金钱。当经验值累积到一定值时，队伍的等级将会上升。和续作《诸葛孔明传》不同，本作中只有五虎将及诸葛亮等少数几位武将的最大兵力（相当于生命值）会在升级时上升，其它角色的最大兵力为固定值。较高智力的角色则会随着等级的上升而习得新策略，最大SP值也会随之上升。
战斗时出现的敌方武将可能会加入我方的队伍：战斗结束后，你可以选择后是否让被俘虏的敌方武将入队，如选择“是”，他们可能会索要金钱、名马，也可能无条件入队；如果被拒绝或没有满足他们的要求，这个敌人将会再次在敌方队伍中出现。伤害力除了和武将的武力、武器有关外，还受兵力数（相当于生命值）的影响。此外，游戏还引入了“兵粮”的概念，当兵粮耗尽之时，玩家在世界地图和迷宫行走时兵力也会越来越少。

## 剧情
黄巾军的头领张角发起民变，刘备、关羽、张飞建立民兵保卫他们的村庄。最终刘备击破了张角的营寨，平定了民变。病危的徐州太守欲把城交给刘备，而刘备在迟疑下答应了。之后的故事在和《三国演义》大致相似，但也有着显著的变化。游戏以蜀汉一统全国而告终。
整个游戏分成八个章节：讨伐黄巾军、讨伐董卓、讨伐袁术、讨伐袁绍、平定荆州、平定蜀国、讨伐东吴、讨伐曹魏。游戏的分支情节允许玩家选择特定的路线，但其一般并不影响游戏的重大情节，整体而言，自由度高于续作的《诸葛孔明传》。
虽然游戏松散的描绘了《三国演义》的事件，但结果都是刘备成功的消灭了同时期的军阀。游戏在后期则偏离了小说情节，特别是其他势力的入侵，尤其是孫吳和曹魏两国。

## 评价与影响
作家安迪·斯拉文称游戏“往往被忽略”，并称其是独特的策略性FC游戏。他称赞游戏充满挑战和乐趣。
在版权观念淡薄的年代，智冠软件于1991年将其内容移植至PC上并冠以「吞食天地-三国外传」之名发售，虽然美工及音乐远不及原作，但中文化后仍受到不少人喜爱。此外大陆盗版汉化商引进时亦有译名“三国志英杰传”。